# 2020년 하계 올림픽 펜싱 남자 단체 사브르
2020년 하계 올림픽 펜싱 남자 단체 사브르는 2028년 7월 24일 일본 지바현의 마쿠하리 멧세에서 열렸다. 한팀당 3명 (예비선수 1명)씩, 총 9개국 27명의 선수가 참가하였다.

## 배경
남자 개인 사브르 종목 경기는 이번 대회로 25번째이며, 1908년 런던 올림픽에서 처음 추가된 이래 2016년 리우 올림픽을 제외하고 모든 대회에서 열렸다. 리우 올림픽 당시에는 남녀 단체 3종목 중 한 종목씩은 경기를 치르지 않는 식으로 경기가 운영되었기 때문에 남자 사브르 단체전이 열리지 않았다.
지난 대회인 2012년 런던 올림픽의 우승자는 대한민국팀 (구본길, 원우영, 김정환, 오은석)이다. 대한민국팀은 2019년 선수권 대회에서 구본길, 김정환, 하한솔 팀이 우승하는 등, 최근 남자 사브르 단체전에서 세 차례의 세계챔피언 자리를 거머쥐기도 했다. 올림픽 공식 홈페이지에서는 전통적인 펜싱 강국인 헝가리를 주목하며, 2012년, 2016년 개인 사브르 금메달리스트 아론 실라지가 이끄는 헝가리팀의 선전이 예상된다고 보았다.

## 예선
한 국가 (NOC)당 총 3명까지 출전시킬 수 있다. 단체전에 출전하는 선수들은 자동으로 개인 종목에도 출전하게 된다.
남자 단체 사브르전에는 총 8팀이 출전한다. 출전 여부는 2021년 4월 5일 기준 세계랭킹을 따른다. 상위 4팀 (대한민국, 헝가리, 이탈리아, 독일)은 지역과 관계없이 무조건 출전권이 부여되고, 나머지 4팀은 대륙별 할당제를 적용하여 상위 16위까지 선발대상으로 삼는다. 그 결과 아시아태평양 대표로 이란팀이, 아메리카 대표로 미국이, 아프리카 대표로 이집트가, 유럽 대표로 러시아올림픽선수단이 올림픽 본선에 진출했다.
이와 더불어 개최국 일본이 자동 진출한다. 일본은 개인예선전에서 한 명이 진출권 획득에 성공했고, 남자 사브르 단체전 출전을 위해 나머지 두 명분 개최국 자동진출권을 사용했다.
코로나19 범유행으로 펜싱 종목 예선 대회가 줄줄이 연기되자 랭킹 집계기간도 기존의 2020년 4월 4일에서 2021년 4월 5일까지 연장되었다.

## 경기 방식
1996년 애틀랜타 올림픽부터 경기방식이 대폭 간소화됐다. 전반적인 컴퍼티션 형식에서 동메달 결정전이 추가된 탈락 토너먼트전으로 바뀐 것이다. 이번 대회 역시 큰 차이 없이 그대로 유지된다. 펜싱 경기는 한 선수가 총 15회의 터치를 달성할 때까지 경기를 치르며, (양 선수 터치횟수 15회 미만 시) 3분 라운드 결정전 3회를 거치게 된다. 어느 쪽이든 시간 종료 시점에서 높은 점수를 기록한 선수가 승자가 된다. 동점일 경우 1분짜리 서든데스 결정전이 추가 편성된다. 여기서 승자를 미리 가정하고 경기를 진행, 아무도 터치를 기록하지 않을 시 해당 승자가 그대로 승리를 확정짓는다.

## 일정
남자 개인 사브르는 7월 28일 수요일 하루동안 펼쳐진다. 첫 세션은 오전 10시부터 시작되며 종료시각은 오후 3시 20분경 (동메달과 금메달 결정전을 제외한 모든 경기종료 시각)이다. 휴식시간 후 오후 6시 30분부터 경기를 재개, 준결승전과 결승전이 진행된다.
모든 시간은 일본 표준시 (UTC+9, 한국 시각과 동일) 기준이다.
| 날짜                 | 시간        | 라운드                                                   |
| -------------------- | ----------- | -------------------------------------------------------- |
| 2021년 7월 28일 (수) | 10:00 18:30 | 64강 32강 16강 8강 7-8위 결정전 5-6위 결정전 준결승 결승 |

## 결과
|  | 16강전               | 16강전   |          |    | 8강전         | 8강전         |    |  | 준결승전 | 준결승전 |  |  | 결승전 | 결승전 |
|  |                      |          |          |    |               |               |    |  |          |          |  |  |        |        |
|  |                      |          |          |    |               |               |    |  |          |          |  |  |        |        |
|  |                      |          |          |    |               |               |    |  |          |          |  |  |        |        |
|  |                      |          |          |    |               |               |    |  |          |          |  |  |        |        |
|  |                      |          |          |    |               |               |    |  |          |          |  |  |        |        |
|  |                      |          |          |    |               |               |    |  |          |          |  |  |        |        |
|  | 대한민국             | 45       |          |    |               |               |    |  |          |          |  |  |        |        |
|  | 대한민국             | 45       |          |    |               |               |    |  |          |          |  |  |        |        |
|  |                      |          | 이집트   | 39 |               |               |    |  |          |          |  |  |        |        |
|  | 일본                 | 32       | 이집트   | 39 |               |               |    |  |          |          |  |  |        |        |
|  | 일본                 | 32       |          |    |               |               |    |  |          |          |  |  |        |        |
|  | 이집트               | 45       |          |    |               |               |    |  |          |          |  |  |        |        |
|  | 이집트               | 45       | 대한민국 | 45 |               |               |    |  |          |          |  |  |        |        |
|  |                      |          | 대한민국 | 45 |               |               |    |  |          |          |  |  |        |        |
|  |                      | 독일     | 42       |    |               |               |    |  |          |          |  |  |        |        |
|  |                      | 독일     | 42       |    |               |               |    |  |          |          |  |  |        |        |
|  |                      |          |          |    |               |               |    |  |          |          |  |  |        |        |
|  |                      |          |          |    |               |               |    |  |          |          |  |  |        |        |
|  | 러시아 올림픽 위원회 | 28       |          |    |               |               |    |  |          |          |  |  |        |        |
|  | 러시아 올림픽 위원회 | 28       |          |    |               |               |    |  |          |          |  |  |        |        |
|  |                      |          | 독일     | 45 |               |               |    |  |          |          |  |  |        |        |
|  |                      |          | 독일     | 45 |               |               |    |  |          |          |  |  |        |        |
|  |                      |          |          |    |               |               |    |  |          |          |  |  |        |        |
|  |                      |          |          |    |               |               |    |  |          |          |  |  |        |        |
|  | 대한민국             | 45       |          |    |               |               |    |  |          |          |  |  |        |        |
|  | 대한민국             | 45       |          |    |               |               |    |  |          |          |  |  |        |        |
|  |                      | 이탈리아 | 26       |    |               |               |    |  |          |          |  |  |        |        |
|  |                      | 이탈리아 | 26       |    |               |               |    |  |          |          |  |  |        |        |
|  |                      |          |          |    |               |               |    |  |          |          |  |  |        |        |
|  |                      |          |          |    |               |               |    |  |          |          |  |  |        |        |
|  | 이탈리아             | 45       |          |    |               |               |    |  |          |          |  |  |        |        |
|  | 이탈리아             | 45       |          |    |               |               |    |  |          |          |  |  |        |        |
|  |                      |          | 이란     | 44 |               |               |    |  |          |          |  |  |        |        |
|  |                      |          | 이란     | 44 |               |               |    |  |          |          |  |  |        |        |
|  |                      |          |          |    |               |               |    |  |          |          |  |  |        |        |
|  |                      |          |          |    |               |               |    |  |          |          |  |  |        |        |
|  | 이탈리아             | 45       |          |    |               |               |    |  |          |          |  |  |        |        |
|  | 이탈리아             | 45       |          |    |               |               |    |  |          |          |  |  |        |        |
|  |                      | 헝가리   | 43       |    | 동메달 결정전 | 동메달 결정전 |    |  |          |          |  |  |        |        |
|  |                      | 헝가리   | 43       |    | 동메달 결정전 | 동메달 결정전 |    |  |          |          |  |  |        |        |
|  |                      |          |          |    |               |               |    |  |          |          |  |  |        |        |
|  |                      |          |          |    |               |               |    |  |          |          |  |  |        |        |
|  | 미국                 | 36       | 독일     | 40 |               |               |    |  |          |          |  |  |        |        |
|  | 미국                 | 36       | 독일     | 40 |               |               |    |  |          |          |  |  |        |        |
|  |                      |          | 헝가리   | 45 |               | 헝가리        | 45 |  |          |          |  |  |        |        |
|  |                      |          | 헝가리   | 45 |               | 헝가리        | 45 |  |          |          |  |  |        |        |
|  |                      |          |          |    |               |               |    |  |          |          |  |  |        |        |
|  |                      |          |          |    |               |               |    |  |          |          |  |  |        |        |
|  |                      |          |          |    |               |               |    |  |          |          |  |  |        |        |

5-8위 순위결정전
|  | 5–8위 결정전         | 5–8위 결정전 |           |    | 5위결정전 | 5위결정전 |
|  |                      |              |           |    |           |           |
|  |                      |              |           |    |           |           |
|  |                      |              |           |    |           |           |
|  | 이집트               | 45           |           |    |           |           |
|  | 이집트               | 45           |           |    |           |           |
|  | 러시아 올림픽 위원회 | 41           |           |    |           |           |
|  | 러시아 올림픽 위원회 | 41           | 이집트    | 45 |           |           |
|  |                      |              | 이집트    | 45 |           |           |
|  |                      | 이란         | 24        |    |           |           |
|  | 이란                 | 이란         | 24        | 45 |           |           |
|  | 이란                 |              |           | 45 |           |           |
|  | 미국                 | 36           |           |    |           |           |
|  | 미국                 | 36           | 7위결정전 |    |           |           |
|  |                      |              |           |    |           |           |
|  |                      |              |           |    |           |           |
|  |                      |              |           |    |           |           |
|  | 러시아 올림픽 위원회 | WO           |           |    |           |           |
|  | 러시아 올림픽 위원회 | WO           |           |    |           |           |
|  | 미국                 |              |           |    |           |           |

## 최종 결과
| 순위 | 국가                 | 선수                                                                      |
| ---- | -------------------- | ------------------------------------------------------------------------- |
| 1    | 대한민국             | 오상욱 김준호 김정환 구본길                                               |
| 2    | 이탈리아             | 루카 쿠라톨리 루이지 사멜레 엔리코 베레 알도 몬타노                       |
| 3    | 헝가리               | 아론 실라지 언드라시 서트마리 터마시 데치 처나드 게메시                   |
| 4    | 독일                 | 막스 하르퉁 베네딕트 바그너 리하르트 휘베르스 마티야스 사보               |
| 5    | 이집트               | 무함마드 아메르 지아드 엘시시 메다트 모아타즈 모하브 사메르               |
| 6    | 이란                 | 모지타바 아베디니 무함마드 푸투히 알리 파크다만 무함마드 라흐바리         |
| 7    | 러시아 올림픽 위원회 | 드미트리 다닐렌코 카밀 이브라지모프 콘스탄틴 로하노프 베냐민 레셰트니코프 |
| 8    | 미국                 | 일라이 더슈위츠 대릴 호머 앤드루 매키위츠 칼릴 톰슨                       |
| 9    | 일본                 | 시마무라 도모히로 가이토 스트리츠 도쿠난 겐타 요시다 겐토                 |